# Maurice Klippel
Maurice Klippel (30 de mayo de 1858 - 1942) fue un médico francés que describió  el Síndrome de Klippel-Feil y el Síndrome de Klippel-Trenaunay-Weber, debido a eso, ambos llevan su epónimo.
Nació en Mulhouse, Haut-Rhin y en 1884 entró a estudiar medicina en París, obteniendo su doctorado en 1889. En 1902 se convirtió en director de un departamento de medicina general en el Hospital Tenon, donde permaneció hasta su jubilación en 1924. Publicó  artículos sobre una amplia gama de temas médicos, sus obras más conocidas están escritas en los campos de la neurología y la psiquiatría. Falleció en 1942 a los 84 años de edad.

## Eponímia
- Síndrome de Klippel: polineuritis de rápida evolución en cirrosis de origen alcohólico.
- Enfermedad de Klippel o (Klippel-Lhermitte): aterosclerosis cerebral difusa senil.
- Signo de Klippel-Weil
- Síndrome de Klippel-Feil : fusión congénita de al menos dos de las siete vértebras cervicales.[1][2]
- Síndrome de Klippel-Trenaunay